# 池端町 (前橋市)
池端町（いけはたまち）は、群馬県前橋市の地名。郵便番号は370-3571。面積は1.06km2(2013年現在)。

## 地理
前橋市の西端、榛名山の南東麓に位置している。平坦であるが緩やかな傾斜地である。

### 河川
- 牛王頭川
- 八幡川

## 歴史
江戸時代からの地名である。はじめは高崎藩領だったが、元禄11年に幕府領となる。明治に入ると桑畑が多くでき、養蚕がさかんで座繰製糸により絹田織の生産をしていた。

### 年表
- 1889年4月1日 町村制施行により、周辺の青梨子村、上青梨子村、野良犬村と合併し池端村は、清里村となる。
- 1896年4月1日 郡の統合（西群馬郡と片岡郡の統合）により清里村は群馬郡に所属する。
- 1955年1月20日 新高尾村の一部とともに清里村は前橋市へ編入する。そのため清里村が廃止され前橋市池端町となる。

## 世帯数と人口
2017年（平成29年）8月31日現在の世帯数と人口は以下の通りである。
| 町丁   | 世帯数  | 人口  |
| ------ | ------- | ----- |
| 池端町 | 245世帯 | 644人 |

## 小・中学校の学区
市立小・中学校に通う場合、学区は以下の通りとなる。
| 番地 | 小学校             | 中学校             |
| ---- | ------------------ | ------------------ |
| 全域 | 前橋市立清里小学校 | 前橋市立第六中学校 |

## 交通

### 鉄道
鉄道駅はない。

### 道路
国道はなく、県道は群馬県道25号高崎渋川線が通っている。

## 施設
- 神明宮